# Атанасиос Бруфас
Атанасиос Бруфас (на гръцки: Αθανάσιος Μπρούφας) е гръцки революционер, деец на гръцкото четническо движение в Македония в края на XIX век.

## Биография
Атанасиос Бруфас е роден през 1850 година в горушкото село Кримини (Палеокримини), тогава в Османската империя. След това семейството му се премества в гревенското село Стизаки. След като навършва пълнолетие заминава за Атина, където работи като зидар. По-късно се завръща в Македония, където продължава да се занимава със зидарство. През 1878 година формира чета от 70 души, в която влизат и двамата му братя.
През юли 1896 година в началото на гръцко четническо движение в Македония четата му акостира в Палео Елевтерохори. Води сражения с турски части и си пробива път до областта Мариово, където в крайна сметка е убит, а четата му и други 5 последващи го чети са разбити.
Възпят е в много народни гръцки песни.